# Cerruti

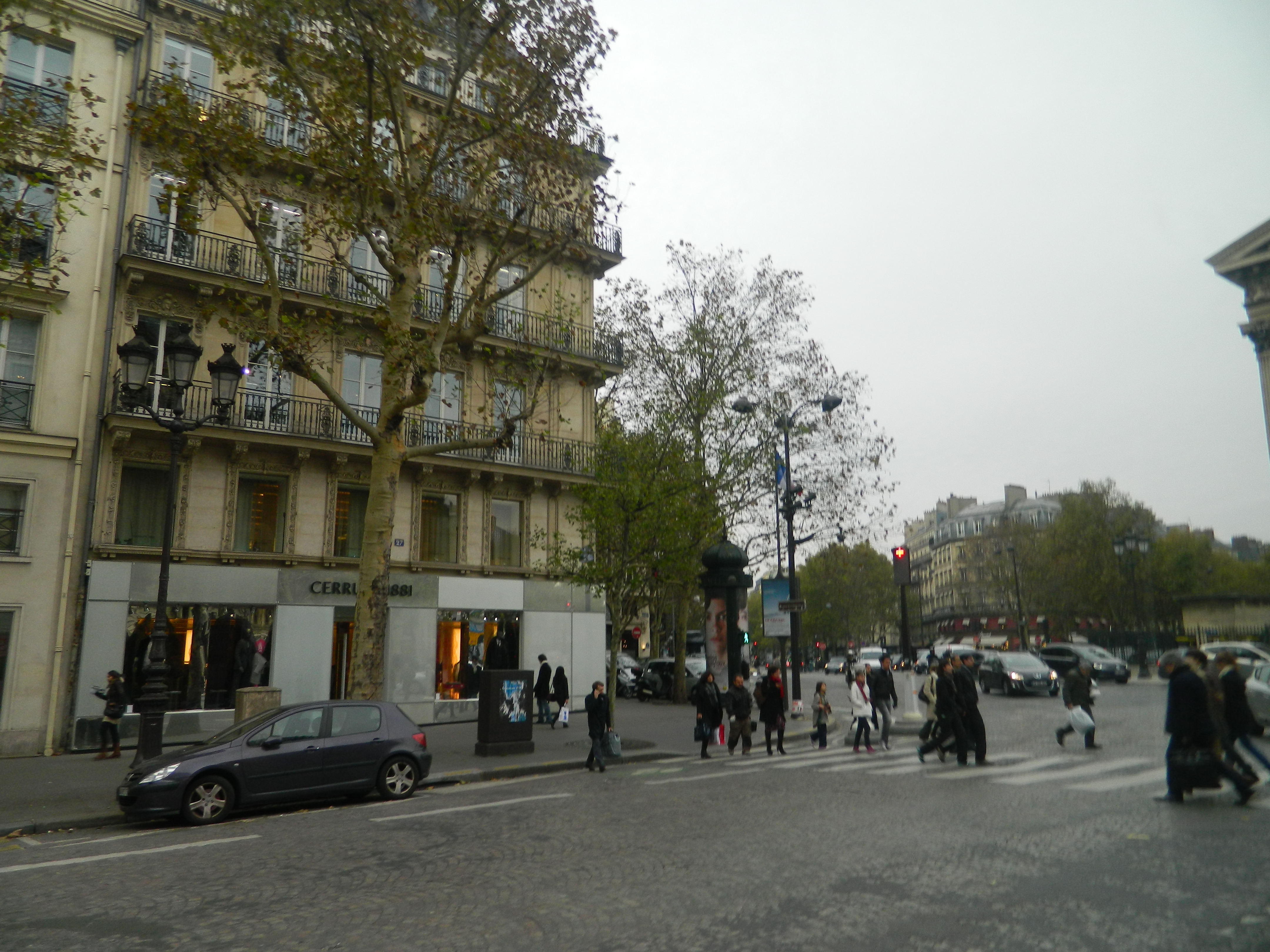
Flagship-Store von Cerruti an der Place de la Madeleine in Paris, 2012

Cerruti ist eine 1967 von dem italienischen Modeschöpfer Nino Cerruti gegründete Modemarke mit Sitz in Paris.
Cerruti vertreibt – zum Teil in Lizenz – hochpreisige Konfektionsmode sowie Accessoires, Parfüms, Lederwaren, Uhren und Schreibwaren im Luxusgüter-Segment. Seit 2001 wird die Marke ohne Nino Cerruti geführt, seit 2023 gehört sie dem chinesischen Unternehmen Biem.L.Fdlkk Garment.

## Geschichte

### 1950er und 1960er Jahre: Anfänge
1950 erbte Nino Cerruti die 1881 von seinem Großvater und dessen Brüdern in Biella gegründete Wollweberei Lanificio Fratelli Cerruti. Seit Ende der 1950er Jahre produzierte er dort Herrenmode nach eigenen Entwürfen. 1967 gründete er das Unternehmen Cerruti 1881 Maison de Couture mit einer Boutique an der Place de la Madeleine in Paris und einer ersten Herrenkollektion in der französischen Hauptstadt. Eine Damenkollektion folgte im Jahre 1968. Seine Modemarke nannte Cerruti fortan Cerruti 1881. Cerruti war bekannt für seinen klassischen Stil, luxuriöse Materialien, edle Businessmode für Herren und zierliche Damenmode. Das Geschäft an der Place de la Madeleine war bis zu seiner Schließung im September 2016 der Flagship-Store des Unternehmens.

### 1970er bis 1990er Jahre: Cerruti 1881
In den Jahren 1964 bis 1970 arbeitete Giorgio Armani, der 1974 seine eigene Modemarke gründen sollte, als Designer für Cerruti. 1970 schickte Nino Cerruti in Paris weibliche und männliche Models über denselben Laufsteg, um seine Damen- und Herrenkollektion gleichzeitig zu präsentieren. Das Unternehmen Cerruti wuchs stetig: die Produktlinien wurden erweitert, das Portfolio wurde verbreitert, es folgte die internationale Expansion. Das erste Parfüm, der Herrenparfüm Nino Cerruti (eingestellt), wurde 1978 präsentiert. Der erste Damenparfüm, Nino Cerruti pour femme (eingestellt), folgte 1987. Bis heute erhältliche Parfümklassiker des Hauses sind die Parfüms Cerruti 1881 (1990) und Cerruti 1881 pour femme (1995), wovon in den Folgejahren zahlreiche Variationen erschienen. Neben der Hauptlinie Cerruti 1881 wurde 1980 die sportive Marke Cerruti 1881 Sport lanciert (2002 eingestellt), 1986 kam die jugendliche Zweitlinie für Herren Cerruti Brothers hinzu (2000 eingestellt), 1995 die Damen-Zweitkollektion Cerruti Club (2000 eingestellt). Ab Mitte der 1990er Jahre holte Cerruti für die Damenmode weitere Designer wie die Amerikaner Narciso Rodriguez (1996–1997) und Peter Spelopoulos (1997–2002) an Bord und präsentierte die neu lancierte Cerruti Arte Couture-Kollektion (2002 eingestellt). Von 1988 bis 2001 produzierte der Damenmodehersteller Kemper aus Krefeld, eine ehemalige Escada-Tochter, die Cerruti-Damenmode in Lizenz; die Herren-Hauptkollektion wurde in Eigenregie von Cerrutis italienischer Herrenmode-Manufaktur Hitman erstellt. Kemper unterhielt auch die sechs deutschen Cerruti-Boutiquen (in Berlin, Hamburg, Düsseldorf, Köln, Frankfurt, München), welche nach dem Verlust der Lizenz 2001 in Louis-Féraud-Boutiquen umgewandelt wurden. Seither gab es in Deutschland keine Cerruti-Boutiquen mehr.

### 2000er und 2010er Jahre: Neue Eigentümer

#### Fin.Part
Im Oktober 2000 verkaufte Nino Cerruti 51 Prozent seines Unternehmens an die italienische Investorengruppe Fin.Part (Mode-Konzern mit den Marken Frette, Maska und Moncler), welche Nino Cerruti weniger als ein Jahr später aus dem Unternehmen drängte. Im Zuge einer Neupositionierung untergliederte Fin.Part die Marke Cerruti 2002 in die Marken Cerruti (Hauptlinie), Cerruti 1881 (Zweitlinie) und Cerruti Jeans (Sportswear), nachdem man für kurze Zeit versucht hatte, alle Kollektionen in unterschiedlichen Farben (grau für die Hauptlinie, kobaltblau für die Zweitlinie und orange für die Sportswear) gemeinsam unter der Marke Cerruti 1881 zu führen. Die Hauptlinie generierte dabei 10 Prozent des Umsatzes (Gesamtumsatz 2001: 107 Mio. Euro plus 169 Mio. Euro aus Lizenzerträgen), die Zweitlinie 60 Prozent, und 30 Prozent wurden mit der Sportswear erzielt. 2004 wurden die Lizenzen für die Nebenlinien für ein Jahr an den italienischen Hersteller Tombolini vergeben; die Hauptlinie für Damen wurde auf Eis gelegt. Die Designer für das Haus Cerruti wechselten in den folgenden Jahren mehrmals, bis Fin.Part schließlich 2005 in Insolvenz ging. Im gleichen Jahr wurde die 1992 als NC 1881 Jeans lancierte und von (Pepper) Industries SpA in Lizenz gefertigte Sportswear-Kollektion Cerruti Jeans in 18CRR81 umbenannt. Die Lizenz für die Parfüm-Sparte des Hauses Cerruti wurde 2005 von Unilever an Coty verkauft.

#### MatlinPatterson
Das amerikanische Private-Equity-Unternehmen MatlinPatterson kaufte 2006 das Unternehmen Cerruti, ernannte Philippe Cleach zum CEO und setzte Nicolas Andreas Taralis, einen ehemaligen Designer für Dior und Yves Saint Laurent, für die wiederbelebte Damenkollektion ein. Die Cerruti 1881-Zweitlinie wurde wieder selbst gefertigt und nicht als Lizenz vergeben. Die von Nino Cerruti gegründete Marke Hitman wurde stillgelegt und schließlich 2008 verkauft. 2007 wurde von Coty das Herrenparfüm Cerruti pour homme und 2009 L'Essence de Cerruti (Herren) auf den Markt gebracht. Der belgische Modedesigner Jean-Paul Knott, der dem Namen Cerruti nach Taralis’ Ausscheiden 2007 wieder Ansehen verliehen hatte, verließ das Unternehmen 2009. Der Chefdesigner für die Damenkollektion war seitdem der Brite Richard Nicoll. Ab Februar 2007 gestaltete der Schwede Jesper Börjesson die Herren-Hauptkollektion.

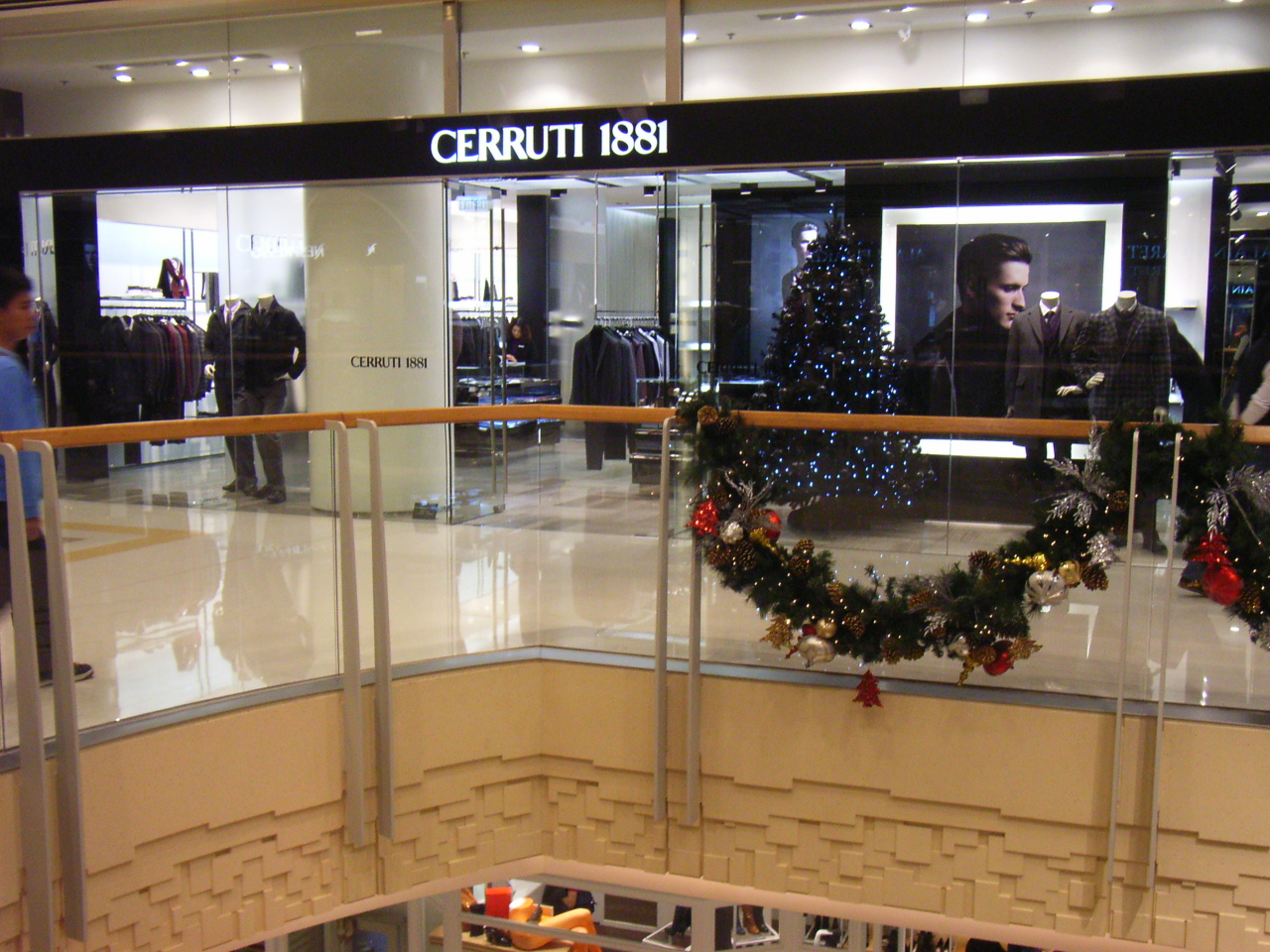
Cerruti-Boutique in Hongkong, 2009

2008 setzte MatlinPatterson den ehemaligen LVMH-Manager Florent Perrichon als CEO ein. Anfang 2009 vergab Cerruti die Lizenz für Produktion und Europa-Vertrieb der bis dahin selbst gefertigten Cerruti 1881-Herrenkollektion an das Ingolstädter Textilunternehmen Bäumler. Nach Bäumlers Insolvenz Ende 2009 ging die Lizenz an Cerruti zurück und wurde an die italienische Forall-Gruppe neu vergeben. Die ägyptische Al Arafa-Gruppe, der ein Besitzanteil von 35 Prozent an Forall gehört, sollte Herren-Anzüge für Cerruti 1881 produzieren. Der Umsatz von Cerruti lag 2009 bei 140 Mio. Euro.
MatlinPatterson, der damalige Eigentümer von Cerruti und auch Besitzer der Herren-Modemarke Pal Zileri, ließ Anfang 2010 verlauten, dass die Marke Cerruti 1881 als Damen-Linie in Lizenzvergabe fortgeführt und die Herren-Sparte der Zweitlinie aufgegeben werde. Mitte 2010 wurde Jesper Börjesson als Herrenmode-Designer durch das britische Designer-Duo Sachiko Okada und Aaron Sharif, genannt Blaak, ersetzt, nachdem die beiden vom neuen Design-Berater des Hauses, Zoran Bosanac, empfohlen worden waren. Okada und Sharif verließen Cerruti 2012.

#### Trinity Limited
Ende 2010 verkaufte MatlinPatterson das Unternehmen Cerruti für knapp 53 Mio. Euro an die chinesische Herrenmode-Handelskette Trinity Limited mit Sitz in Hongkong, einen langjährigen Cerruti-Lizenznehmer in China und Tochter des chinesischen Handelsunternehmens Li & Fung. Mitte 2010 betrieb Trinity Limited in China 94 in Lizenz betriebene Cerruti 1881-Boutiquen; 2017 waren es 116 Ladengeschäfte in China, Taiwan, Hongkong und Macau. Unter den neuen Eigentümern kündigte Cerruti Anfang 2011 an, die komplette Damenmode-Sparte des Hauses zu schließen und sich auf die Herrenmode zu konzentrieren. Die vorerst letzte Damenmode-Kollektion der Cerruti-Hauptlinie wurde von Richard Nicoll im März 2011 vorgestellt.

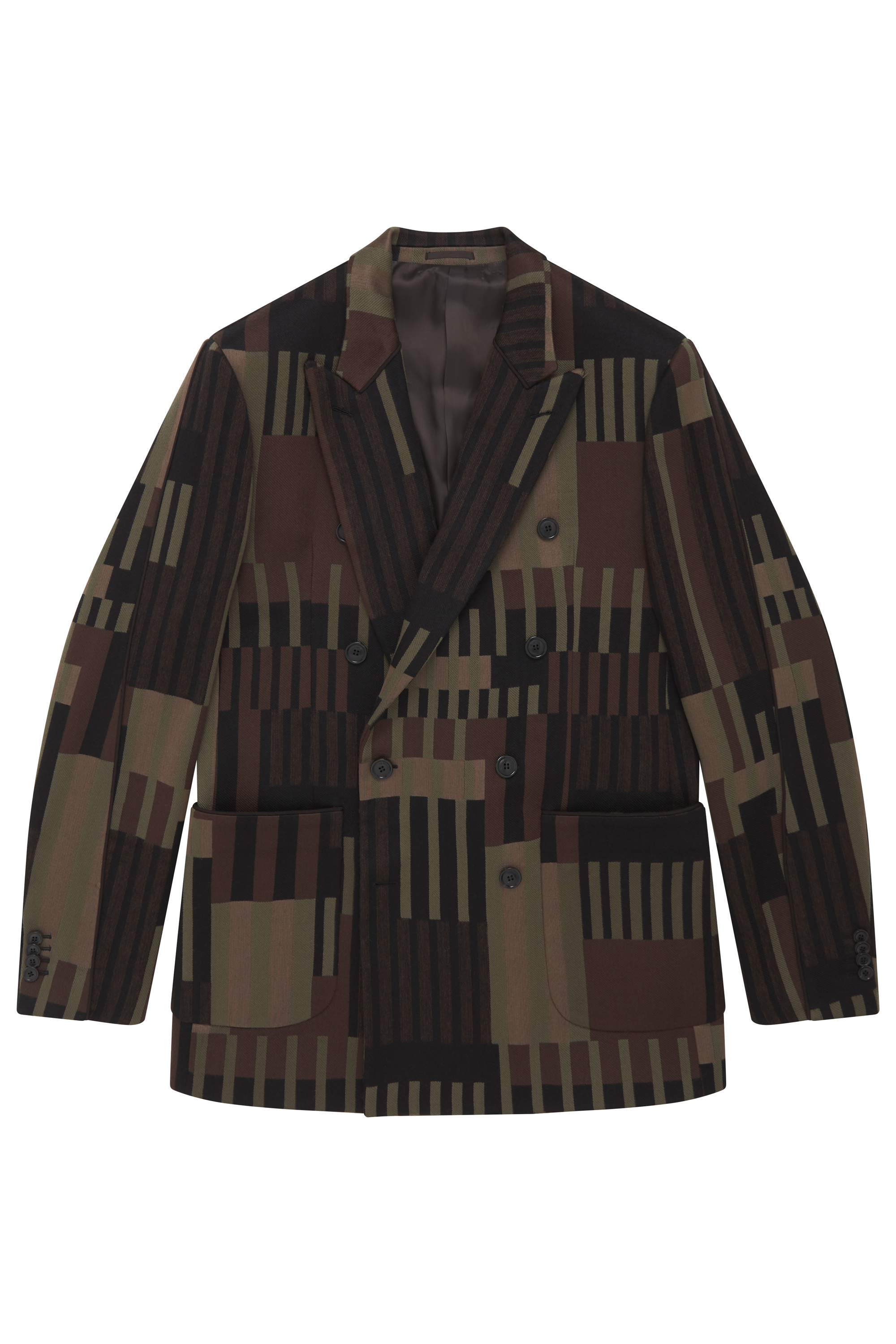
Sakko von Cerruti 1881, 2018

Bis 2011 bot das Haus Cerruti drei separate Modelinien, jeweils für Damen und Herren, an: Cerruti (hochpreisige Designerlinie, vormals Cerruti Arte), Cerruti 1881 (gehobene Zweitlinie, vormals Cerruti Brothers bzw. Cerruti Club) und 18CRR81 (mittelpreisige Sportswear, seit 1992 in Lizenz von der bis 2013 zur Moncler-Gruppe gehörenden Industries SpA hergestellt, vormals Cerruti Jeans bzw. NC 1881 Jeans). Nach Schwierigkeiten mit den Lizenznehmern wurde die Cerruti 1881-Zweitlinie in Europa 2010 vorübergehend ausgesetzt. Im asiatischen Markt bestand Cerruti 1881 als Lizenzmarke, bspw. von Trinity, weiter. Mit der Herbst-Winter-2011/12-Kollektion wurde die Damenmode der Hauptkollektion und der Zweitlinie eingestellt. Der Lizenznehmer Industries SpA führte allerdings bis 2017 die Sportswear-Marke 18CRR81 sowohl mit Damen- als auch Herrenbekleidung weiter.
Trinity Limited gliederte 2012 das Cerruti-Portfolio zunächst in drei Kollektionen:
- Cerruti 1881 Paris (hochpreisige Designerlinie für Herrenmode und -Accessoires; präsentiert bei den Pariser Modenschauen; 2017 mit Cerruti 1881 verschmolzen)
- Cerruti 1881 (gehobene Zweitlinie für Herren-Businessmode und -Accessoires; seit 2017 Hauptlinie des Hauses)
- 18CRR81 (mittelpreisige Sportswear für jüngere Damen und Herren; seit 1992 mit Lizenz an Industries (Sportswear Company) SpA; eigene Geschäfte in Europa, Nordafrika, und dem Nahen Osten; 2017 aufgegeben)

Ende 2011 wurde die ehemalige LVMH-Managerin Catherine Vautrin zur CEO von Cerruti ernannt. Vautrin wurde Ende 2014 durch den Trinity-CEO Richard Cohen ersetzt. Im April 2012 wurde der ehemalige Zegna- und Valentino-Designer Aldo Maria Camillo für Juni 2012 als Kreativ-Direktor der Herrenmode von Cerruti bestimmt. Camillo verließ das Unternehmen im März 2015. Auf ihn folgte von Oktober 2015 bis zu seinem Rücktritt im Juli 2019 der Amerikaner Jason Basmajian.
Im Januar 2017 wurde der chinesische Textilkonzern Shandong Ruyi mit 51 Prozent Mehrheitseigner von Cerruti. Mit der Saison Frühjahr/Sommer 2017 beendete Cerruti die 18CRR81-Lizenz, integrierte diese Sportswear-Kollektion in die Hauptlinie des Hauses und gab die Linie Cerruti 1881 Paris auf. Nach Basmajians Rücktritt 2019 wurde die Geschäftstätigkeit in der Herrenmode eingestellt und der Flagship-Store am Boulevard Haussmann geschlossen. Lediglich über Lizenzen, unter anderem in den Bereichen Parfüm, Lederwaren und Uhren, blieb die Marke aktiv.

### 2020er Jahre: Relaunch unter Biem.L.Fdlkk Garment
2022 wurde über Trinity Limited ein Insolvenzverfahren eröffnet. Im April 2023 übernahm das chinesische Unternehmen Biem.L.Fdlkk Garment mit Sitz in Guangzhou die weltweiten Markenrechte an Cerruti 1881 für umgerechnet 57 Mio. Euro. Im September 2023 wurde Daniel Kearns, der zuvor u. a. bei Alexander McQueen und Saint Laurent tätig war, zum neuen Kreativdirektor ernannt.